# Eremophila punicea
Eremophila punicea är en flenörtsväxtart som beskrevs av Spencer Le Marchant Moore. Eremophila punicea ingår i släktet Eremophila och familjen flenörtsväxter. Inga underarter finns listade i Catalogue of Life.